# Two and a Half Men/Staffel 2
Die zweite Staffel der US-amerikanischen Sitcom Two and a Half Men feierte ihre Premiere am 20. September 2004 auf dem Sender CBS. Die deutschsprachige Erstausstrahlung sendeten der deutsche Free-TV-Sender ProSieben und ORF eins im Zeitraum vom 11. März bis zum 18. Juni 2006.
Im deutschsprachigen Raum wurde die erste Staffel unter dem Titel Mein cooler Onkel Charlie ausgestrahlt. Ab der zweiten Staffel wurde der amerikanische Originaltitel verwendet und der deutsche Titel als Zusatz angehängt: Two and a Half Men – Mein cooler Onkel Charlie.

## Darsteller
| Figur                            | Darsteller       | Deutscher Sprecher |
| -------------------------------- | ---------------- | ------------------ |
| Charles „Charlie“ Francis Harper | Charlie Sheen    | Benjamin Völz      |
| Dr. Alan Jerome Harper           | Jon Cryer        | Viktor Neumann     |
| Jacob „Jake“ David Harper        | Angus T. Jones   | Adrian Kilian      |
| Evelyn Harper                    | Holland Taylor   | Astrid Bless       |
| Judith Harper                    | Marin Hinkle     | Christin Marquitan |
| Rose                             | Melanie Lynskey  | Cathlen Gawlich    |
| Berta                            | Conchata Ferrell | Regina Lemnitz     |

## Episoden
| Nr. (ges.) | Nr. (St.) | Deutscher Titel                   | Originaltitel                                  | Erstausstrahlung USA | Deutschsprachige Erstausstrahlung (A/D) | Regie          | Drehbuch                                                                          |
| --- | --------- | --------------------------------- | ---------------------------------------------- | -------------------- | --------------------------------------- | -------------- | --------------------------------------------------------------------------------- |
| 25 | 1         | Weiche von mir, Mary Poppins      | Back Off Mary Poppins                          | 20. Sep. 2004        | 1. Apr. 2006                            | Pamela Fryman  | Handlung: Chuck Lorre Schauspiel: Lee Aronsohn & Susan Beavers                    |
| In Charlies Selbsthilfegruppe sind berühmte Persönlichkeiten wie Sean Penn oder Elvis Costello. Alan würde sich gerne dazusetzen und mitmachen, was Charlie aber nicht möchte. Dabei erwähnt er, dass er Alan nie gemocht, sondern immer als Last angesehen hat. Alan beschließt, selbst Freunde einzuladen, was aber kläglich scheitert, da diese gerade alle bei Judith eingeladen sind. Charlies Selbsthilfegruppe will Alan doch dabei haben, aber seine Art stört alle, sodass er wieder wie als Kind an einen Laternenmast gefesselt zurückgelassen wird. |           |                                   |                                                |                      |                                         |                |                                                                                   |
| 26 | 2         | Ist das meine Hose?               | Enjoy Those Garlic Balls                       | 27. Sep. 2004        | 8. Apr. 2006                            | Pamela Fryman  | Handlung: Chuck Lorre & Lee Aronsohn Schauspiel: Don Foster & Eddie Gorodetsky    |
| Judith kommt mit Jakes Kinderarzt Herb Melnick zusammen. Als Alan dies herausfindet, ist er zunächst wütend, begreift dann aber, dass er, wenn Herb und Judith heiraten würden, nie wieder Alimente zahlen müsste. Deshalb beschließt er die Beziehung zu fördern, indem er Herb Insiderinformationen über Judith gibt. Währenddessen kommt Evelyn Charlie besuchen. Sie fragt ihn immer wieder warum er sie hasse, und als Berta dazustößt ist auch sie entsetzt darüber dass Charlie zum Beispiel nicht weiß wann Evelyn Geburtstag hat. |           |                                   |                                                |                      |                                         |                |                                                                                   |
| 27 | 3         | Ich bin ein Schmetterling         | A Bag Full of Jawea                            | 4. Okt. 2004         | 15. Apr. 2006                           | Pamela Fryman  | Handlung: Chuck Lorre & Lee Aronsohn Schauspiel: Jeff Abugov & Mark Roberts       |
| Jake zeigt seiner Lehrerin Miss Pasternak den Finger. Darauf bestellt sie Judith und Alan zu sich, wo Charlie natürlich auch mitkommt. Charlie überredet Jake sich zu entschuldigen; er selbst fängt eine Beziehung mit ihr an. Darauf gibt sie Jake gute Noten – selbst wenn Jake Unsinn geschrieben hat. Weil Miss Pasternak für immer mit ihm zusammenbleiben will, flieht Charlie schließlich vor ihr und sie wird wieder so wie sie zuvor war. |           |                                   |                                                |                      |                                         |                |                                                                                   |
| 28 | 4         | Her mit Mamis BH                  | Go Get Mommy’s Bra                             | 11. Okt. 2004        | 22. Apr. 2006                           | Pamela Fryman  | Handlung: Chuck Lorre & Eddie Gorodetsky Schauspiel: Lee Aronsohn & Don Foster    |
| Judith hat einen neuen Freund namens Greg (nur in dieser Folge Greg, sonst immer Herb), den Jake sehr gerne hat. Er besitzt ein Boot, einen Pool usw., und er will Jake unter anderem Schnorcheln und Flaschentauchen beibringen. Weil Alan im Vergleich dazu nichts ‚cooles‘ bieten kann, lässt er Jake mit Evelyns Auto fahren, da diese sich momentan für einen Hausverkauf Charlies Mercedes geliehen hat. Nachdem Evelyn das Auto zurückgegeben hat, findet Charlie auf dem Rücksitz einen BH. Er zieht den Schluss, dass er seiner Mutter gehören muss und sagt es Alan, der darüber schockiert ist. Tatsächlich kommt Evelyn zu Charlie um ihren BH abzuholen, und sie gesteht, dass sie in dem Mercedes Sex mit einem anderen Makler hatte. Darum tauscht Charlie seinen Wagen um und tröstet während der Fahrt Jake, der deprimiert ist, weil seine Mutter sich von Greg getrennt hat. Als sie zurückkommen sehen sie Alan, wie er mit Judith herummacht, aber wegen der Unterbrechung läuft nichts weiter. |           |                                   |                                                |                      |                                         |                |                                                                                   |
| 29 | 5         | Ich muss früh raus                | Bad News from the Clinic                       | 18. Okt. 2004        | 29. Apr. 2006                           | Pamela Fryman  | Handlung: Chuck Lorre & Lee Aronsohn Schauspiel: Mark Roberts & Jeff Abugov       |
| Charlie hat eine neue Freundin namens Sherri, die genauso ist wie er: Sie wacht am liebsten allein in ihrem eigenen Bett auf, bestimmt in der Beziehung und sagt nach dem Sex immer, sie müsse am nächsten Tag früh raus, damit Charlie nach Hause geht. Nachdem sie eine Woche lang nicht zurückgerufen hat, beschließt Charlie, Schluss zu machen, was ihm nach mehreren Anläufen gelingt, als er kurz vor dem Sex das Spiel umdreht und behauptet, er müsse am nächsten Tag früh raus. Sherri versteht die Anspielung und damit ist die Beziehung beendet. Danach gesteht Rose Charlie zum wiederholten Male ihre Liebe. |           |                                   |                                                |                      |                                         |                |                                                                                   |
| 30 | 6         | Der böse Alan                     | The Price of Healthy Gums Is Eternal Vigilance | 25. Okt. 2004        | 6. Mai 2006                             | Pamela Fryman  | Handlung: Chuck Lorre & Lee Aronsohn Schauspiel: Mark Roberts & Eddie Gorodetsky  |
| Alan hat als Kind einmal Knetmasse gestohlen. Er denkt, er hätte sie wirklich gestohlen aber seine Mentalität wurde damit nicht fertig und er hat es deshalb verdrängt. In Wirklichkeit hat Charlie ihm die Knete in die Hosentasche geschmuggelt damit dieser, wenn er erwischt wird, den Ärger bekommt. Weil Alan das nicht weiß lebt er in Furcht vor dem ‚bösen Alan‘, in Furcht davor so etwas noch einmal zu machen und sich nicht kontrollieren zu können. Charlie beschließt auf Anraten von Rose es zu beichten; allerdings will Alan ihm nicht verzeihen. Es kommt erst zur Versöhnung als Evelyn aufkreuzt und Alan und Jake anbietet, bei sich zu wohnen. |           |                                   |                                                |                      |                                         |                |                                                                                   |
| 31 | 7         | Ich bin eine Aztekenpriesterin    | A Kosher Slaughterhouse Out in Fontana         | 8. Nov. 2004         | 13. Mai 2006                            | Pamela Fryman  | Handlung: Don Foster Schauspiel: Chuck Lorre & Lee Aronsohn                       |
| Judith beschwert sich bei Charlie und Alan, weil Jake sich ihr gegenüber respektlos verhält. Um unpassende Äußerungen zu vermeiden stimmen sie notgedrungen zu, für eine Preisverleihung für ihre Mutter eine Party zu organisieren. Berta vermittelt dazu den Partyservice ihrer Schwester Daisy; allerdings streiten sich die beiden die ganze Zeit, sind immer unterschiedlicher Meinung und weigern sich zu kochen. Sie versöhnen sich erst wieder auf der Party als Daisy singt und Charlie sie am Flügel begleitet – deshalb beachtet niemand Evelyn. |           |                                   |                                                |                      |                                         |                |                                                                                   |
| 32 | 8         | Haben wir eine Trittleiter?       | Frankenstein and the Horny Villagers           | 15. Nov. 2004        | 20. Mai 2006                            | Pamela Fryman  | Handlung: Don Foster & Jeff Abugov Schauspiel: Chuck Lorre & Lee Aronsohn         |
| Alan hat im Supermarkt eine Frau kennengelernt, mit der er auf ein Date geht. Bei der Heimkehr bringt er Nancy gleich mit, genau in dem Moment als er mit ihr wieder im Schlafzimmer verschwunden ist, kommt Jake ins Strandhaus. Alan gibt sich übermäßig viel Mühe Nancy vor Jake zu verbergen, während Jake sich nur für den Fernseher interessiert. Nach einer Woche möchte Alan ihr einen Heiratsantrag machen; zu diesen kommt es aber gar nicht, weil sie anruft und Alan sagt, dass ihr Mann nach Hause gekommen ist. |           |                                   |                                                |                      |                                         |                |                                                                                   |
| 33 | 9         | Ich kann gut mit Babys            | Yes, Monsignor                                 | 22. Nov. 2004        | 27. Mai 2006                            | Pamela Fryman  | Handlung: Chuck Lorre & Lee Aronsohn Schauspiel: Jeff Abugov & Susan Beavers      |
| Charlie trifft in einem Café seine alte Flamme Lisa wieder. Diese berichtet, dass sie und ihr Mann sich getrennt haben und dass sie ein Baby hat. Charlie lädt sie ein; sie sagt zwar zu, bringt aber auch das Baby mit. Charlie findet heraus, dass er einige Probleme mit Windeln und Gebrauchsgegenständen für Babys hat, verabredet sich aber trotzdem für den nächsten Tag bei Lisa zuhause. Nach einer gemeinsamen Nacht trennen sie sich aber wieder, weil Charlie laut Lisa keine Verantwortung übernehmen kann. |           |                                   |                                                |                      |                                         |                |                                                                                   |
| 34 | 10        | Der Lachs unter meiner Bluse      | The Salmon Under My Sweater                    | 29. Nov. 2004        | 3. Juni 2006                            | Pamela Fryman  | Handlung: Don Foster & Mark Roberts Schauspiel: Chuck Lorre & Lee Aronsohn        |
| Jake hilft Charlie beim Schreiben eines Titelliedes für eine Zeichentrickserie, basierend auf den Comics 'Oshikuru'. Charlies ursprüngliche Version gefällt Jake nicht und Alan schon – darum wollen sie eine neue schreiben. Es wird aber am Ende doch die Originalfassung verwendet. Währenddessen treffen sich Alan und Rose. Rose erzählt vieles über ihre Colleges und ihre verschiedenen Abschlüsse. Alan bestreitet seine Beziehung mit Rose, geht aber mit ihr einkaufen. |           |                                   |                                                |                      |                                         |                |                                                                                   |
| 35 | 11        | Der Busch bin ich                 | Last Chance to See Those Tattoos               | 13. Dez. 2004        | 10. Juni 2006                           | Pamela Fryman  | Chuck Lorre & Lee Aronsohn                                                        |
| Charlie findet eine Website über sich, auf der Frauen schlecht von ihm reden. Weil ihn wegen der Website Frauen in Bars erkennen und missachten, möchte er herausfinden wer sie online gestellt hat. Dazu entschuldigt er sich bei verschiedenen Frauen, die daraufhin mit ihm schlafen. Das führt zu erneuten Komplikationen, weil sie auf der Website herausfinden, dass Charlie sich nicht nur bei ihnen, sondern auch bei anderen Frauen entschuldigt hat. Am Episodenende entschuldigt sich Charlie auch bei Rose, die deshalb die Website aus dem Internet nimmt. Zur gleichen Zeit beobachtet Alan Judith über eine Webcam in Jakes Zimmer und hört, wie sie ihrer Mutter sagt, dass sie Alan wiederhaben will. Später klärt sich, dass sie das jeden Tag zu ihrer Mutter sagt um sie zufrieden zu stellen. |           |                                   |                                                |                      |                                         |                |                                                                                   |
| 36 | 12        | Eine Nase voll Alan               | A Lungful of Alan                              | 3. Jan. 2005         | 17. Juni 2006                           | Pamela Fryman  | Handlung: Chuck Lorre & Lee Aronsohn Schauspiel: Mark Roberts & Eddie Gorodetsky  |
| Alan hat seine alte Freundin Jamie eingeladen. Obwohl sie früher nicht sehr weiblich aussah ("Der Hund von Ekelville") sieht sie jetzt umwerfend aus und geht mit Charlie und Alan Essen. Sie zeigt deutlich mehr Interesse an Charlie, obwohl dieser ständig versucht Alan dastehen zu lassen. Als Jamie noch ein Date mit Alan im Strandhaus hat, kommt Charlie nach Hause. Sie fordert ihn auf ihr zu sagen, dass er sie will, aber Alan bekommt das mit und die streitet sich mit Charlie. Darauf bekommt Jamie einen Wutausbruch, der damit endet, dass sie Charlie und Alan abweist und verschwindet. |           |                                   |                                                |                      |                                         |                |                                                                                   |
| 37 | 13        | Geh’ von meinen Haaren runter     | Zejdz z Moich Wlosów [a.k.a. Get Off My Hair]  | 17. Jan. 2005        | 11. März 2006                           | Pamela Fryman  | Handlung: Susan Beavers & Eddie Gorodetsky Schauspiel: Chuck Lorre & Lee Aronsohn |
| Aufgrund eines Erdbebens sind Judiths Wasserleitungen gebrochen. Alan lädt sie ein zu Charlie und ihm zu ziehen, bis der Schaden behoben ist. Aber Alan ist neidisch, weil Judith während ihres Aufenthalts auf ein Date geht und erst in der Nacht zurückkehrt. Deshalb will auch Alan Judith eifersüchtig machen und bittet Charlie, ihm ein Date zu arrangieren. Judith stürmt nach ein paar Minuten Bekanntschaft mit Camille, kurz nachdem Alan gegangen ist, aus dem Haus. Am Ende der Episode dankt Alan Charlie dafür dass er Camille für ihn gefunden hat, wo sich herausstellt, dass sie eine Prostituierte ist. |           |                                   |                                                |                      |                                         |                |                                                                                   |
| 38 | 14        | Kein Truthahnhals für Oma         | Those Big Pink Things with Coconut             | 31. Jan. 2005        | 18. März 2006                           | Pamela Fryman  | Handlung: Chuck Lorre & Lee Aronsohn Schauspiel: Don Foster & Jeff Abugov         |
| Jake lernt sehr viel für eine Geschichtsprüfung, in der er auch prompt eine Eins schreibt. Als er nach Malibu zurückkehrt, ist Evelyn da, die sein neu gewonnenes Selbstvertrauen zunichtemacht. Darauf verbietet ihr Alan den Umgang mit Jake. Nachdem Evelyn am nächsten Tag verzweifelt versucht hat, mit ihren Söhnen zu kommunizieren, liefert sie sich selbst mit Atembeschwerden im Krankenhaus ein. Zuerst sieht es nach etwas Ernstem aus, aber Charlie und Alan können anhand der Diagnose des Doktors erkennen, dass Evelyn simuliert. Um sie zu erschrecken, behauptet Charlie, dass sie operiert werden müsse und sie Glück habe, noch rechtzeitig gekommen zu sein. Als sie das erfährt, ist sie erst völlig durch den Wind, durchschaut den Bluff dann aber und legt anstelle eines Beipasses eine Schönheitsoperation für sich fest. |           |                                   |                                                |                      |                                         |                |                                                                                   |
| 39 | 15        | Riech mal am Schirmständer        | Smell the Umbrella Stand                       | 7. Feb. 2005         | 18. März 2006                           | Pamela Fryman  | Handlung: Chuck Lorre & Lee Aronsohn Schauspiel: Don Foster & Susan Beavers       |
| Alan soll eine Darmspiegelung bekommen. Er hat wahnsinnige Angst davor und versucht krampfhaft, sich abzulenken, und beschließt, mit Charlie und Jake nach Las Vegas zu fahren. Charlie ist von ihm wegen seiner beständigen übermäßigen Sorge und seinem sehr lange dauernden und extra-gründlichen Packen extrem genervt und bringt Jake das Spielen bei. Als sie endlich fahren können, übergibt sich Jake. Am Telefon mit seiner Mutter erwähnt er versehentlich den geplanten Trip nach Las Vegas, worauf Judith ins Strandhaus kommt und Charlie und Alan zu Rede stellt. Der Ausflug fällt ins Wasser. |           |                                   |                                                |                      |                                         |                |                                                                                   |
| 40 | 16        | Der vergessene Sohn               | Can You Eat Human Flesh With Wooden Teeth?     | 14. Feb. 2005        | 25. März 2006                           | Pamela Fryman  | Handlung: Chuck Lorre & Lee Aronsohn Schauspiel: Don Foster & Susan Beavers       |
| Weil Judith nach Hawaii fliegt, bleibt Jake eine Woche lang bei Charlie und Alan. Dabei treten gewisse Probleme auf, da Charlie und Alan Jakes Tagesablauf nicht gewohnt sind. Zum Beispiel muss Charlie morgens aufstehen, um Jake in die Schule zu fahren, und Alan muss wegen Jake alle Termine in seiner Praxis verschieben. Außerdem wird Jake abends zweimal vergessen, einmal von Charlie, einmal von Alan, und er muss im Regen stehen. Gerade als Alan Jake verspricht, ihn nie wieder zu vergessen, steht Judith vor dem Flughafen wutschnaubend im Regen. |           |                                   |                                                |                      |                                         |                |                                                                                   |
| 41 | 17        | Lass dir die Zitrone schmecken    | Woo-Hoo, a Hernia Exam!                        | 21. Feb. 2005        | 1. Apr. 2006                            | Pamela Fryman  | Handlung: Mark Roberts & Susan Beavers Schauspiel: Chuck Lorre & Lee Aronsohn     |
| Beim Sex mit einer Schauspielerin verrenkt Charlie sich den Rücken. Alan möchte ihn behandeln, was Charlie jedoch vehement ablehnt. Deshalb fahren sie zu Charlies Arzt. Dort angekommen stellen sie fest, dass der Arzt tot ist, aber eine andere Ärztin die Praxis weiterführt. Bei einer genaueren Untersuchung stellt sie klar, dass sie während des Colleges mit Charlie zusammen war, er sie aber ohne Grund für ihre Freundin verlassen hat. Dafür bestraft sie Charlie, indem sie seine Hoden quetscht. Wieder zurück in Malibu erzählt Charlie Alan aber, dass die Ärztin mit ihm geschlafen hat. |           |                                   |                                                |                      |                                         |                |                                                                                   |
| 42 | 18        | Pamela und Purzelchen             | It Was Mame, Mom                               | 7. März 2005         | 8. Apr. 2006                            | Pamela Fryman  | Handlung: Chuck Lorre & Lee Aronsohn Schauspiel: Eddie Gorodetsky & Mark Roberts  |
| Charlie behauptet gegenüber einem seiner wichtigsten Auftraggeber, Eric, er wäre schwul. Da dieser wirklich schwul ist, lädt er Charlie und seinen Lebensgefährten, Alan, zu einer Party ein. Auf dieser lernt Charlie Erics attraktive Exfrau Pamela kennen. Am Tag darauf geht Charlie mit ihr shoppen und möchte ihr in einer Umkleide beweisen, dass er heterosexuell ist. Währenddessen macht Eric sich an Alan ran, der das Charlie verrät, der wiederum ein höheres Gehalt für sich herausschlagen kann. |           |                                   |                                                |                      |                                         |                |                                                                                   |
| 43 | 19        | Der Todestoast                    | A Low, Guttural Tongue-Flapping Noise          | 21. März 2005        | 15. Apr. 2006                           | Gary Halvorson | Handlung: Mark Roberts & Eddie Gorodetsky Schauspiel: Chuck Lorre & Lee Aronsohn  |
| Alan wird von einem Toast am Auge verletzt. Weil das Auge verbunden ist, passieren Alan ständig Missgeschicke, wie dass er beim Hinsetzen den Stuhl nicht trifft. Trotzdem gelingt es ihm, Charlies Exfreundin Sherri zu einem Date einzuladen. Das Date läuft gut und Sherri lädt Alan zu einem weiteren bei sich Zuhause ein. Dort geht alles schief, weil Alan ein Problem mit Charlies und Sherris ehemaliger Beziehung hat; noch dazu verletzt er sich beim Gehen auch am zweiten Auge, sodass am Ende beide Augen verbunden sind. |           |                                   |                                                |                      |                                         |                |                                                                                   |
| 44 | 20        | Ich wollte immer einen Nacktaffen | I Always Wanted a Shaved Monkey                | 18. Apr. 2005        | 22. Apr. 2006                           | Asaad Kelada   | Handlung: Susan Beavers & Jeff Abugov Schauspiel: Chuck Lorre & Lee Aronsohn      |
| Charlie und Alan streiten sich viel. Während Jake nur herumsitzt und isst bekämpfen sie sich, indem Charlie auf Alans Burger spuckt und Alan Charlies Besteck ableckt. Rose fungiert als Psychologin und stellt ihnen verschiedene Fragen, unter anderem was sie an dem jeweils anderen so sehr stört. Dabei kommt heraus, dass Charlie oft eifersüchtig auf Alan war, weil Alan immer der mehr geliebte, gute Sohn war. |           |                                   |                                                |                      |                                         |                |                                                                                   |
| 45 | 21        | Wo ist die Leiche, Sir?           | A Sympathetic Crotch to Cry On                 | 2. Mai 2005          | 29. Apr. 2006                           | Pamela Fryman  | Handlung: Chuck Lorre & Lee Aronsohn Schauspiel: Mark Roberts & Eddie Gorodetsky  |
| Evelyns Exmann Harry ist tot. Charlie, Alan, Jake und Evelyn gehen zur Beerdigung, wo sie von Evelyn erfahren, dass nicht sie ihn, sondern er sie für eine andere Frau verlassen hat. Auf der Beerdigung bemerken sie, dass Harry auch diese Frau für eine Jüngere, mit der Charlie sogleich flirtet, aufgab. Außerdem versucht Evelyn Harrys altes Haus zu erwerben und beleidigt in ihrer Grabrede die zwei anderen Frauen. |           |                                   |                                                |                      |                                         |                |                                                                                   |
| 46 | 22        | Es ist kein Frauenauto!           | That Old Hose Bag Is My Mother                 | 9. Mai 2005          | 6. Mai 2006                             | Gary Halvorson | Handlung: Chuck Lorre & Lee Aronsohn Schauspiel: Mark Roberts & Don Foster        |
| Alan kauft sich mit einem Darlehen von Evelyn einen Porsche Boxster S. Er muss ihr aber auch einen Gefallen tun und mit ihr, einem Mann und dessen Tochter auf ein Doppel-Date gehen. Der Tochter ist es verboten, Alkohol zu trinken, weil sie gerade erst die Sucht ‚beendet‘ hat, macht es aber trotzdem. Weil Evelyn und der Vater verhindert sind, versucht Alan, das Date zu zweit zu erhalten, scheitert aber, weil die Tochter wegen ihres Alkoholkonsums nach kürzester Zeit völlig überdreht ist. Alan lässt sie schlafend in seinem neuen Auto, vergisst jedoch, den Schlüssel abzuziehen. Sie wacht auf und fährt betrunken mit viel zu hoher Geschwindigkeit eine Autobahn entlang, was von einem Helikopter aus gefilmt und live in den Nachrichten im Fernsehen gezeigt wird. Dabei fährt sie Alans neues Auto zu Schrott. |           |                                   |                                                |                      |                                         |                |                                                                                   |
| 47 | 23        | Sushi und Ketchup                 | Squab, Squab, Squab, Squab, Squab              | 16. Mai 2005         | 13. Mai 2006                            | J.D. Lobue     | Handlung: Chuck Lorre & Lee Aronsohn Schauspiel: Susan Beavers & Don Foster       |
| Evelyn will mehr Zeit mit ihrem Enkel verbringen und möchte, dass Jake eine Nacht lang bei ihr bleibt. Während Jake bei seiner Großmutter ist, gehen Charlie und Alan in eine Bar. Zuerst wollen sie Jake vor Evelyn retten, aber als eine Frauen-Volleyballmannschaft kommt, vergessen sie Jake vollkommen. Dieser zermürbt Evelyn, indem er Sushi wieder ausspuckt, kein Squab mag und stattdessen Spaghetti mit Ketchup will, die prompt auch verschüttet werden. Als Charlie und Alan sich doch noch einmal an Jake erinnern, beschließen sie ihn zu retten. Genau in dem Moment, in dem sie bei ihrer Mutter ankommen, hat Jake vergessen das Badewasser abzustellen und Evelyn wird von einem Wasserschwall getroffen. Wieder in Malibu fällt Charlie auf, dass Jake als Erster geschafft hat, Evelyn zu brechen. |           |                                   |                                                |                      |                                         |                |                                                                                   |
| 48 | 24        | Mein schönstes Wochenenderlebnis  | Does This Smell Funny to You?                  | 23. Mai 2005         | 20. Mai 2006                            | Pamela Fryman  | Handlung: Chuck Lorre & Lee Aronsohn Schauspiel: Susan Beavers & Jeff Abugov      |
| Jake muss in der Schule einen Aufsatz über ‚Mein Wochenende‘ vortragen. An diesem Wochenende kommt der Mann einer Affäre von Charlie ins Strandhaus und will sich an Charlie rächen. Stattdessen ist er froh, dass auch Charlie sie nicht zum Orgasmus gebracht hat, denn er begann schon an sich selbst zu zweifeln. Während Jake nur seinen Gameboy sucht, kommt auch Evelyn vorbei und die Frau flieht, indem sie am Efeu an der Hauswand hinabklettert. Während Charlie, Alan und Jake ins Kino gehen, kommt der Ehemann auch noch Evelyn nahe. |           |                                   |                                                |                      |                                         |                |                                                                                   |

## DVD-Veröffentlichung
In den Vereinigten Staaten wurde die DVD zur zweiten Staffel am 8. Januar 2008 veröffentlicht. In Deutschland ist die DVD zur zweiten Staffel seit dem 13. April 2007 erhältlich.